# 奥尔日河 (索河支流)
奥尔日河（法語：Orge，法語發音：[ɔʁʒ] ⓘ）是法国大東部大區上马恩省与默兹省的河流，是索河的右支流，长26.3千米，发源自日约梅，于索河畔勒布雄流入索河。